# Stefan Lasota

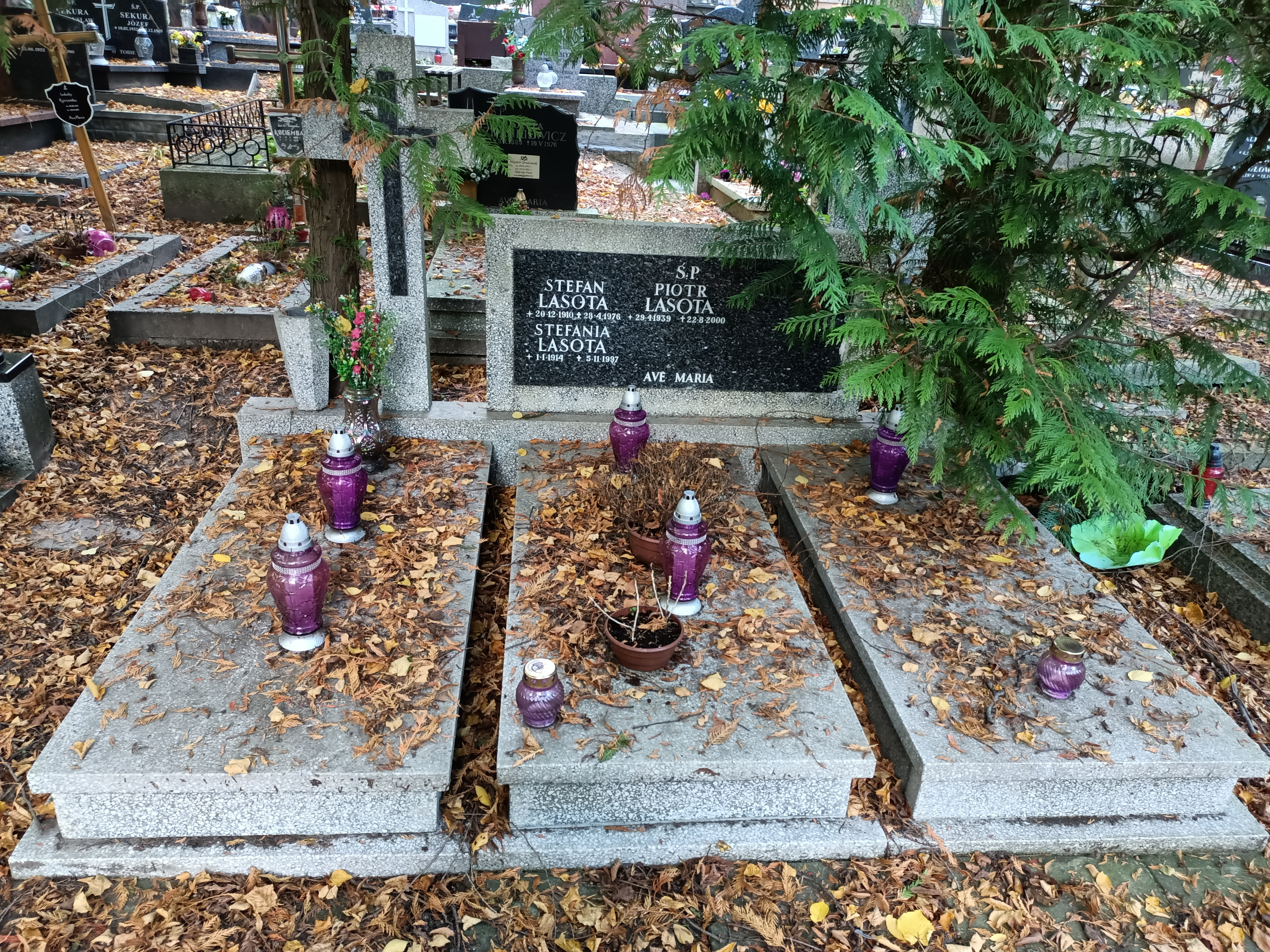
Grób Stefana Lasoty

Stefan Paweł Lasota (ur. 20 grudnia 1910 w Chmielniku, zm. 28 kwietnia 1976 w Gdańsku) – polski piłkarz występujący na pozycji obrońcy, jednokrotny reprezentant Polski.

## Kariera klubowa
Jest wychowankiem Cracovii, w barwach której występował w latach 1925–1939, rozgrywając 154 mecze i strzelając 2 bramki. Po II wojnie światowej grał przez 3 lata w klubie BOP Baltia Gdańsk (później Lechia) i tam zakończył swoją karierę.

## Kariera reprezentacyjna
Lasota swój jedyny mecz w reprezentacji Polski rozegrał 2 października 1932, występując w I połowie meczu z Łotwą.